# Marcus Peschek
Marcus Peschek (* 25. Mai 1967 in Klosterneuburg, Niederösterreich) ist ein ehemaliger österreichischer Grasskiläufer. Er wurde zweifacher Weltmeister, sechsfacher Europameister und 30-facher Österreichischer Meister. Von 1991 bis 1995 gewann er fünfmal in Folge die Europacup-Gesamtwertung.

## Karriere
Peschek kam bereits als Volksschüler zum Grasskisport. Im Alter von 12 Jahren wurde er zum ersten Mal österreichischer Schülermeister und später folgten mehrere Juniorentitel. Die ersten internationalen Erfolge feierte er bei den Junioreneuropameisterschaften 1984 und 1985, bei denen er insgesamt vier Silber- und zwei Bronzemedaillen gewann. Im Jahr 1985 nahm er auch erstmals an einer Weltmeisterschaft in der Allgemeinen Klasse teil, konnte dabei aber keine Spitzenplätze erreichen.
Seine erste WM-Medaille gewann Peschek 1987 in Nobeyama, als er Dritter im Riesenslalom wurde. Im selben Jahr holte er auch seine ersten beiden österreichischen Meistertitel und bis 2010 ließ er diesen 28 weitere Titel folgen. 1988 gewann Peschek bei der Europameisterschaft in Gutenstein dreimal Silber im Riesenslalom, im Super-G und in der Kombination. Die ersten ganz großen Erfolge feierte er bei der Weltmeisterschaft 1989 in Kindberg. Sowohl im Riesenslalom als auch in der Kombination wurde er Weltmeister und im Slalom belegte er Platz drei. Zwei weitere Goldmedaillen holte er bei der Europameisterschaft 1990 im Slalom und im Super-G. Auch bei den nächsten beiden Europameisterschaften gewann der Niederösterreicher je zwei Titel. 1992 holte er in Faistenau Gold im Slalom und in der Kombination sowie Silber im Super-G und 1994 in Kálnica Gold im Riesenslalom und im Super-G. Neben seinen Erfolgen bei den Europameisterschaften feierte Peschek auch im Europacup zahlreiche Siege und er entschied von 1991 bis 1995 fünfmal hintereinander die Gesamtwertung für sich. Bei den Weltmeisterschaften der Jahre 1991, 1993 und 1995 konnte Peschek aber seine Erfolge von 1989 nicht ganz wiederholen. Dreimal kam er auf den zweiten Platz (Kombination 1991, Super-G 1993 und 1995) und zweimal auf Rang drei (Slalom 1991, Riesenslalom 1993).
1996 unterbrach Peschek für drei Jahre seine sportliche Laufbahn. Er widmete sich seiner beruflichen Weiterbildung und legte 1997 die Meisterprüfung als Maler ab. In der Comebacksaison 1999 gewann der 32-Jährige seinen bereits 20. österreichischen Meistertitel und bei der Weltmeisterschaft in Gaal kam er im Slalom und in der Kombination jeweils auf Platz sechs sowie im Super-G auf Rang sieben. Im Jahr 2001 gelang Peschek der erste Sieg im seit 2000 durchgeführten Weltcup, er beendete die Saison auf dem dritten Gesamtrang. Bei der Weltmeisterschaft 2001 verfehlte er mit Platz vier im Slalom nur knapp eine Medaille. Zwei Jahre später gewann der mittlerweile 36-Jährige bei der Weltmeisterschaft 2003 in Castione della Presolana dann doch noch zwei Medaillen: Im Slalom und im Riesenslalom belegte er jeweils den zweiten Platz.
Nachdem Peschek bei den österreichischen Meisterschaften 2004 sämtliche Bewerbe gewonnen hatte, zwang ihn im Juli ein Trümmerbruch des Schlüsselbeines zu einer mehr als einjährigen Pause. Erst im August 2005 konnte er wieder an Wettkämpfen teilnehmen und nur einen Monat später belegte er bei der Weltmeisterschaft in Dizin Rang fünf im Riesenslalom und Rang elf im Super-G.
In den Jahren 2006 und 2007 nahm Peschek aus beruflichen Gründen an keinen Rennen teil. Er machte sich mit seinem Malereibetrieb selbstständig und fand nur wenig Zeit für den Sport. 2008 kehrte er im Alter von 41 Jahren nochmals ins Wettkampfgeschehen zurück. Mehrere Top-10-Resultate, darunter zwei dritte Plätze im Super-G und im Riesenslalom von Marbachegg, verhalfen ihm in der Saison 2008 zum neunten Rang im Gesamtweltcup. Wegen einiger Ausfälle konnte er in der Saison 2009 nur einmal im Weltcup punkten und fiel auf Rang 24 zurück. Bei der Weltmeisterschaft 2009 in Rettenbach wurde Peschek Achter im Riesenslalom und Neunter im Super-G. Im Juni 2010 wurde er, sechs Jahre nach seinem bis dahin letzten Titel, Österreichischer Meister im Super-G. Wie schon im Vorjahr konnte er auch in der Saison 2010 nur in einem Weltcuprennen punkten, im Gesamtklassement wurde er 32. Nach 2010 nahm Peschek an keinen Wettkämpfen mehr teil.

## Erfolge

### Weltmeisterschaften
- Nobeyama 1987: 3. Riesenslalom, 6. Super-G
- Kindberg 1989: 1. Riesenslalom, 1. Kombination, 3. Slalom
- Bursa 1991: 2. Kombination, 3. Slalom
- Asiago 1993: 2. Super-G, 3. Riesenslalom
- Kálnica 1995: 2. Super-G, 4. Riesenslalom
- Gaal 1999: 6. Slalom, 6. Kombination, 7. Super-G
- Forni di Sopra 2001: 4. Slalom, 5. Kombination, 9. Super-G
- Castione della Presolana 2003: 2. Slalom, 2. Riesenslalom
- Dizin 2005: 5. Riesenslalom, 11. Super-G
- Rettenbach 2009: 8. Riesenslalom, 9. Super-G

### Europameisterschaften
- Gutenstein 1988: 2. Riesenslalom, 2. Super-G, 2. Kombination
- Vars 1990: 1. Slalom, 1. Super-G
- Faistenau 1992: 1. Slalom, 1. Kombination, 2. Super-G
- Kálnica 1994: 1. Riesenslalom, 1. Super-G

### Junioreneuropameisterschaften
- Falconara 1984: 2. Slalom, 2. Riesenslalom, 2. Kombination
- Hof 1985: 2. Riesenslalom, 3. Slalom, 3. Kombination

### Weltcup
- 3. Gesamtrang: 2001

### Europacup
- 1. Gesamtrang: 1991 bis 1995

### Österreichische Meisterschaften
- Marcus Peschek gewann von 1987 bis 2010 30 österreichische Meistertitel: 11× Slalom, 9× Riesenslalom, 5× Super-G, 1× Parallelslalom und 4× Kombination